# 福匯
福匯（Forex Capital Markets）是一間線上外匯交易商，其金融產品包括外匯、商品、指數合約等孖展買賣，總部設於美國紐約，透過自行研發的線上交易平台以及第三方的MetaTrader 4平台提供交易服務
在達拉斯、三藩市、倫敦、東京、巴黎、柏林、悉尼、杜拜、米蘭、聖地亞哥及雅典設有分公司。

## 外部連結
- 福匯 （页面存档备份，存于）
- 福匯中文網站 （页面存档备份，存于）
- CFTC Orders Forex Capital Markets, LLC (FXCM)（页面存档备份 （页面存档备份，存于），存于互联网档案馆 （页面存档备份，存于））
- Global Market Index